# Franke Sloothaak
Franke Sloothaak (n. 2 februarie 1958, Heerenveen⁠(d), Provincia Frizia, Țările de Jos) este un sportiv neerlandez, medaliat olimpic. A participat la 2 ediții ale Jocurilor Olimpice (1988, 1996) în care a câștigat o medalie de aur.